# Boswell (Indiana)
Boswell és una població dels Estats Units a l'estat d'Indiana. Segons el cens del 2006 tenia 794 habitants.

## Demografia
Segons el cens del 2000, Boswell tenia 827 habitants, 329 habitatges, i 224 famílies. La densitat de població era de 679,4 habitants per km².
Dels 329 habitatges en un 31,3% hi vivien nens de menys de 18 anys, en un 54,1% hi vivien parelles casades, en un 10,6% dones solteres, i en un 31,9% no eren unitats familiars. En el 28,3% dels habitatges hi vivien persones soles el 17,6% de les quals corresponia a persones de 65 anys o més que vivien soles. El nombre mitjà de persones vivint en cada habitatge era de 2,51 i el nombre mitjà de persones que vivien en cada família era de 3,08.
Per edats la població es repartia de la següent manera: un 28,7% tenia menys de 18 anys, un 6,4% entre 18 i 24, un 28,2% entre 25 i 44, un 16,7% de 45 a 60 i un 20,1% 65 anys o més.
L'edat mediana era de 36 anys. Per cada 100 dones de 18 o més anys hi havia 81 homes.
La renda mediana per habitatge era de 33.224 $ i la renda mediana per família de 36.136 $. Els homes tenien una renda mediana de 28.839 $ mentre que les dones 19.792 $. La renda per capita de la població era de 14.401 $. Entorn del 5,5% de les famílies i el 8,3% de la població estaven per davall del llindar de pobresa.

## Poblacions més properes
El següent diagrama mostra les poblacions més properes.